# Seigneurs de la Nuit (Venise)

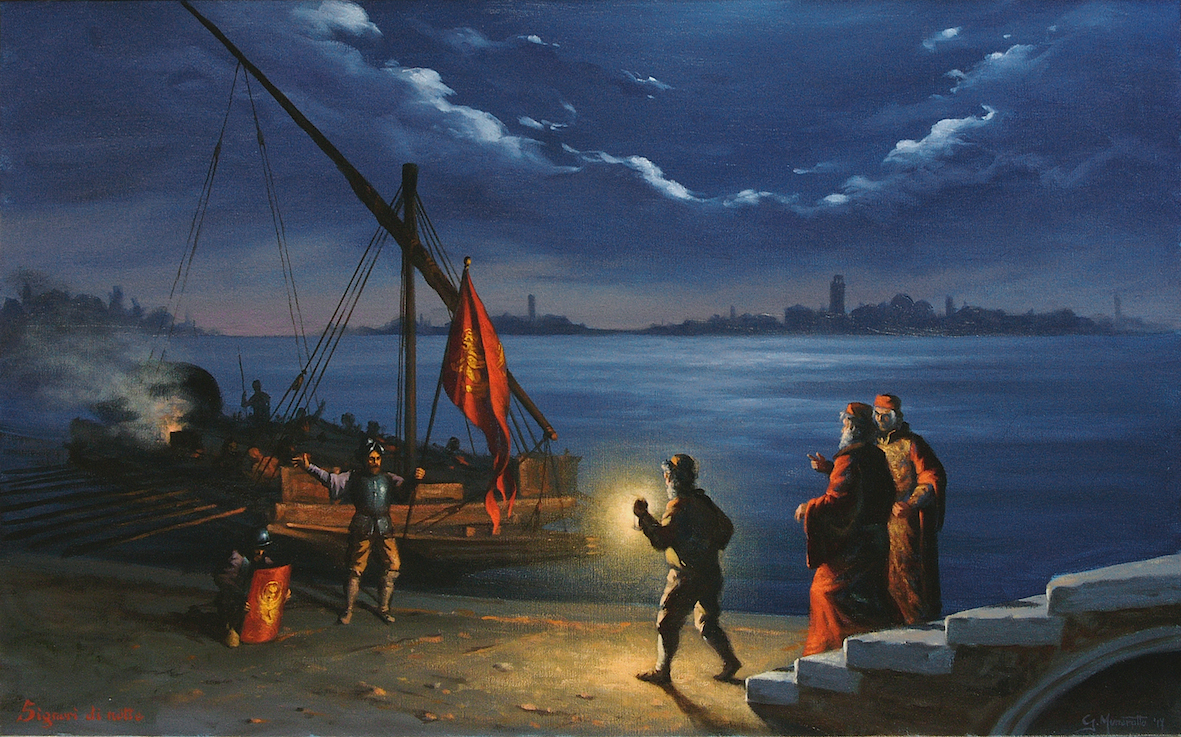
Les « seigneurs de la Nuit » lors de leur activité d'enquête nocturne. Gianfranco Munerotto, Signori di Notte, Venise, 2017

Les seigneurs de la Nuit (en italian Signori della/di Notte) étaient des magistrats de la république de Venise qui opéraient dans des tribunaux spéciaux.

## Les seigneurs criminels de la nuit

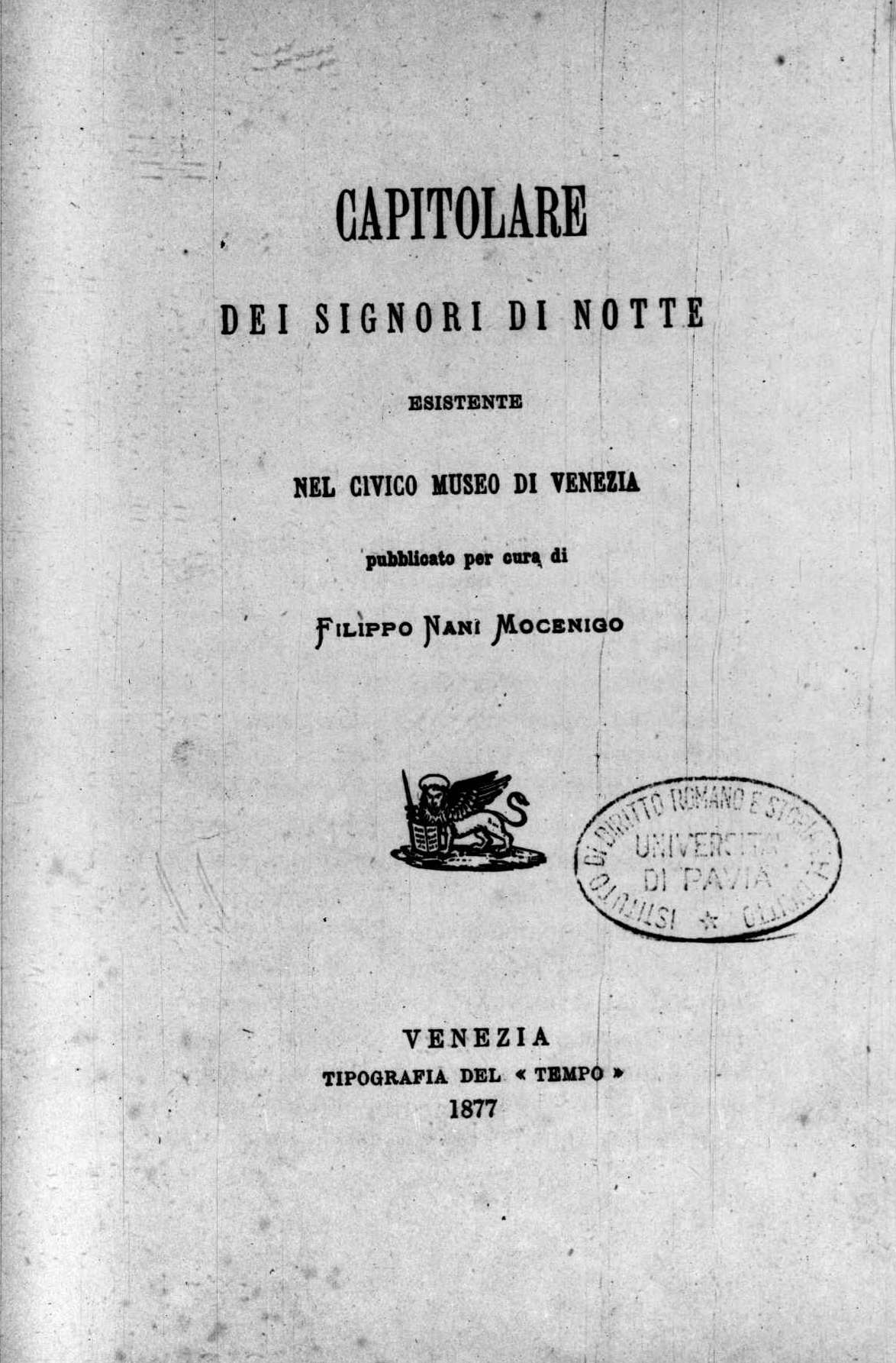
Filippo Nani Mocenigo, Capitolare des signori di notte, 1877

Les seigneurs criminels de la nuit sont mentionnés dès le XIIe siècle, d'abord sous la forme de deux, puis de six nobles, un pour chaque quartier (sestiere) de Venise, à partir de 1260. Leur nom dérive de la responsabilité initiale de surveiller ce qui se passait dans la ville pendant la nuit. Leurs domaines de poursuite comprenaient le vol, le meurtre, la bigamie, les crimes charnels des esclaves, les armes à feu, les agressions, les complots criminels, les sans-abri, les viols, la désertion des galères et le non-paiement des loyers. Ils se réunissaient dans une salle à manger du palais des Doges dans la Chambre des supplices, les interrogatoires et les procès ayant généralement lieu la nuit ou au crépuscule. Cela leur permettait, entre autres, d'appliquer la torture de la corde et aux juges de se présenter au prévenu en tournant les épaules vers une large fenêtre qui masquait partiellement leur apparence. Les prévenus pouvaient faire appel de la décision du Conseil criminel des Quarante par l'intermédiaire des Avogadori de Comùn.

## Seigneurs de la nuit civils
Les seigneurs de la nuit civils (Signori della Notte al Civìl) sont créés à la fin de l'année 1544, dont une partie des fonctions fut transférée du système pénal, parmi lesquelles l'exécution des peines étrangères, la vente des gages, l'exil des criminels et des indésirables. Ils se substituaient aux tribunaux qui ne fonctionnaient pas les jours fériés.